# Тират-Йехуда
Тират-Йехуда (ивр. טירת יהודה‎) — мошав, расположенный в центральной части Израиля, между городом Йехуд и аэропортом Бен-Гурион. Административно относится к региональному совету Хевель Модиин. 

## История
Мошав был создан в 1949 году иммигрантами из Венгрии. Первоначально он был расположен к северо-востоку от его нынешнего месторасположения, на месте, который теперь занимает мошав Барекет. В 1951 году мошав переехал, а его место занял мошав Барекет. Мошав был назван «Тират-Йехуда» по близлежащей заброшенной арабской деревне «аль-Тира» и тому факту, что расположен в непосредственной близости от древней границы земли колена Иуды.

## Население
По данным Центрального статистического бюро Израиля, население на начало 2020 года составляло 1 201 человек.